# Benedetto da Rovezzano
Benedetto da Rovezzano (eredetileg Benedetto Grazzini, (Pistoia, 1474–1552 körül) itáliai szobrász, aki főleg Firenzében alkotott.
Pistoiában született, a Ravezzano nevet Firenzének arról a kerületéről vette, ahol élt. Legfontosabb művei: Pandolfini-kápolna a Badiában, a Santi Apostoli templom kapuja, Pier Soderini márvány emlékműve a Santa Maria del Carmine templomban, János evangelista tabernákuluma a dómban.
X. Leó pápa Wolsey bíboroshoz küldte Angliába 1524-ben. Wolsey saját sírját szerette volna megépíttetni, de még a befejezése előtt elvesztette hatalmát. Ennek ellenére VIII. Henrik befejeztette a művet. I. Károly király ide szeretett volna temetkezni, de a sír üres maradt egészen addig, míg Nelson admirális maradványait el nem helyezték benne.

## Fordítás
Ez a szócikk részben vagy egészben  a   Benedetto da Rovezzano című angol Wikipédia-szócikk ezen változatának fordításán alapul.  Az eredeti cikk szerkesztőit annak laptörténete sorolja fel. Ez a jelzés csupán a megfogalmazás eredetét és a szerzői jogokat jelzi, nem szolgál a cikkben szereplő információk forrásmegjelöléseként.